# Église Saint-Ouen-le-Vieux
Pour les articles homonymes, voir Église Saint-Ouen.
L’église Saint-Ouen-le-Vieux, située à Saint-Ouen-sur-Seine, est une église catholique dédiée à saint Ouen. Elle est desservie par les Fils de la Charité. La messe dominicale est célébrée à 11 heures.
Elle est construite dans les environs de l'ancienne villa Clippiacum appartenant au roi Dagobert, et qui serait le berceau mérovingien de la ville. Elle est exactement située rue du Planty, du nom du maire de la ville au XIXe siècle, qui y entreprit des restaurations, sur un promontoire d'une dizaine de mètres, où poussent quelques plants de vigne.

## Histoire

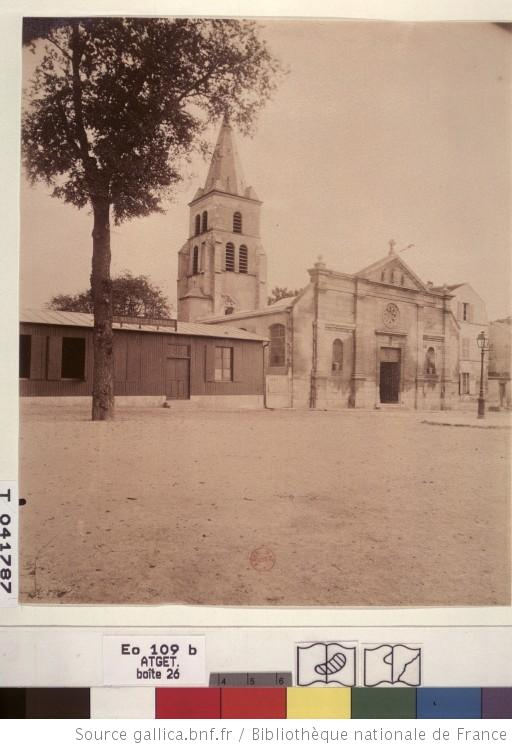
Église Saint-Ouen-le-Vieux photographiée en 1901 par Eugène Atget

Saint Ouen meurt à cet emplacement en 686 et on sait par Hilduin de Saint-Denis qu'en 832 s'y trouve une chapelle, édifiée en bordure de Seine et qui, conservant ses reliques, devient un lieu de pèlerinage. Au XIIe siècle, on construisit une chapelle romane au même emplacement. Le chœur et les chapiteaux sculptés en feuille d'acanthe datent des années 1140-1160. La clef de voûte aux armes de la Maison de Condé est ajoutée au XVIe siècle. La façade est achevée sous Henri IV. Le portail, détruit en 1567 durant les Guerres de religion, est rebâti au XVIIe siècle.
L'église est inscrite au titre des monuments historiques par arrêté du 6 juin 1933.
En 1976, Paulette Fost, maire de la ville, entreprend une campagne de restauration menée par les architectes Brasilier, Thyrault et Plankaert.
L'orgue date du XVIIIe siècle. Il a été vandalisé en 2006.

## Ancien cimetière
Le cimetière paroissial existe à proximité de l'église, depuis 1293. On voit sur le plan cadastral de 1811 que le cimetière occupait un terrain d’environ 700 m2 situé au nord de l’église. En 1849, on en transfère les ossements au lieu-dit La Maison Blanche, actuellement place de la Mairie. En 1867, a lieu un nouveau déplacement au lieu-dit La Motte, où il existe toujours une allée portant ce nom.